# Кришна, Арвинд
Арвинд Кришна (англ. Arvind Krishna; род. 1962, Дехрадун, Уттаракханд, Индия) — американский топ-менеджер индийского происхождения, десятый генеральный директор (2020—н.в.) корпорации IBM.

## Ранние годы и образование
Арвинд Кришна родился в городе Дехра-Дун, штата Уттаракханд в Индии. Его отец армейский офицер — генерал-майор индийской армии, который служил сначала в армии, а затем в правительстве Индии. Арвинд прошёл обучение в Академии Св. Иосифа в родном городе Дехра-Дуне, а затем закончил англо-индийскую высшую дополнительную школу им. Стейнса в городе Кунур, в штате Тамилнад.
В 1985 году он получил степень бакалавра в области электротехники закончив Индийский технологический институт в городе Канпур, в штате Уттар-Прадеш.
Затем он отправился в США, где в 1990 году закончил Иллинойсский университет в Урбане-Шампейне в штате Иллинойс и получил докторскую учёную степень Ph.D. в области электротехники. Он был отмечен наградами как выдающийся выпускник в обоих ВУЗах.

## Карьера
В 1990 году Кришна начал работать в IBM, в качестве инженера в научно-исследовательском подразделении IBM Research. Он внёс свой вклад в ряд научно-технических разработок, например таких как: беспроводные сети, компьютерная безопасность, операционные системы и базы данных.
В 2015 году он был назначен старшим вице-президентом по облачным и когнитивным решениям IBM. И под его руководством IBM вошла на новые рынки и расширила своё присутствие в таких областях как: искусственный интеллект, облачные вычисления, квантовые вычисления и блокчейн. Он приложил не мало усилий чтобы в 2018 году убедить совет директором IBM приобрести компанию Red Hat за $34 млрд, что стало крупнейшим приобретением в истории компаний разработчиков программного обеспечения.
31 января 2020 года Совет директоров IBM назначил с 6 апреля Арвинда Кришну на пост генерального директора (CEO) корпорации, когда он сменил на этом посту Джинни Рометти — которая занимала этот пост с 2012 года.
В свой первый день в качестве генерального директора Кришна написал сотрудникам IBM: «Я считаю, что мы можем сделать IBM самым надёжным технологическим партнером 21-го века … Характер имеет первостепенное значение».